# Pokémon Ultra Sun og Ultra Moon

Pokémon Ultra Sun (ポケットモンスター ウルトラサン Poketto Monsutā Urutora San, "Pocket Monsters: Ultra Sun") og Pokémon Ultra Moon (ポケットモンスター ウルトラムーン Poketto Monsutā Urutora Mūn) er rollespil fra 2019 udviklet af Game Freak, udgivet af The Pokémon Company, og distribueret af Nintendo til Nintendo 3DS. De er de første spil i Pokemon-kerneseriens syvende generation. Spillene er opdaterede udgaver af Pokémon Sun og Pokémon Moon fra året forinden. Efter annonceringen i juni 2017 blev de udgivet den 17. november 2017.
Ligesom med tidligere iterationer følger spillene en ung Pokémontræner på sin rejse gennem Alola-regionen—baseret på Hawaii. De adskiller sig fra Sun og Moon gennem blandt andet en alternativ historie og nye gameplay-funktioner, karakterer, Pokémon og Pokémon-former, herunder nye former for den legendariske Pokémon Necrozma, som agerer maskotter for de to spil.
Spillene fik en generelt positiv modtagelse, hvor kritikere roste de ekstra funktioner inkluderet i Sun og Moon, selvom nogle kritiserede dem for at være for ens med forgængerne gennem historien. Ved udgangen af 2018 havde Ultra Sun og Ultra Moon solgt over otte millioner eksemplarer på verdensplan.

## Gameplay
I stil med tidligere spil i serien er Pokémon Ultra Sun og Ultra Moon er rollespil med eventyr-elementer. Mens de foregår i en alternativ udgave af Alola-regionen, så forbliver spilmekaniker og grafikken stort set den samme som i Pokémon Sun og Moon. Den primære forskel er den alternative historie, som nu inkluderer Ultra Recon Squad. Spillerens karakterdesign er også forandred, dog er de stadig tilpasselige. "Global Missions", hvor spillere fra hele verden arbejder hen imod et kollektivt mål, er også tilbage.